# Wapnik

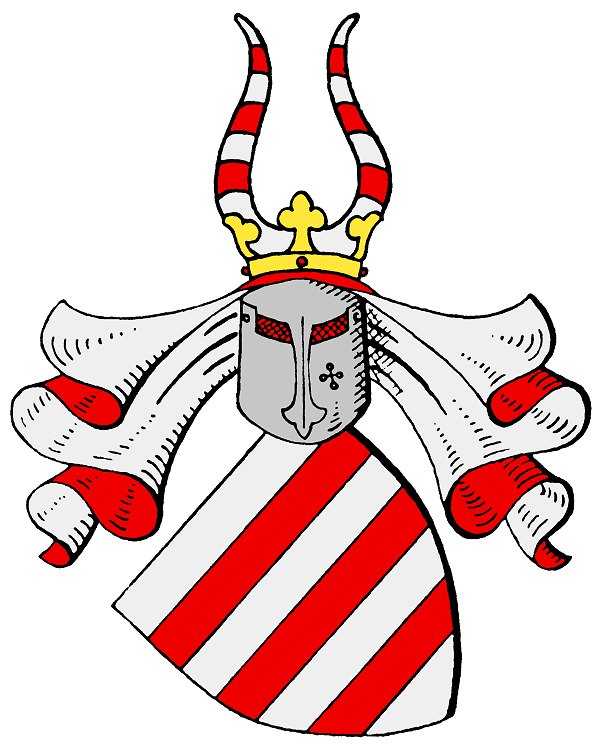
herb rodu Kalkstein, właścicieli Wapnika (Kalkstein) od 1285 roku

Wapnik (niem. Kalkstein) – wieś w Polsce położona w województwie warmińsko-mazurskim, w powiecie lidzbarskim, w gminie Lubomino.
W latach 1975–1998 miejscowość administracyjnie należała do województwa olsztyńskiego. Wieś znajduje się w historycznym regionie Warmia.

## Historia
Miejscowość po raz pierwszy wzmiankowana 1 lipca 1284 roku pod nazwą Kalkstein. 20 kwietnia 1285 biskup warmiński Henryk Fleming nadaje braciom Krystianowi i Janowi ochrzczonym Prusom prawa własności w miejscowości, bracia dali początek rodowi Kalkstein, który swoją nazwę  ma od miejscowości Kalkstein, ród ten jest miejscowym rodem pruskim. Kalksteinowie byli właścicielami miejscowości do 1582 roku, kiedy to Kalkstein stał się własnością bratanków Stanisława Hozjusza. Parafia w Wapniku(Kalkstein) wzmiankowana była  25 maja 1292 roku. W XIV wieku we wsi istniał kościół, jego powtórnej konsekracji dokonano w 1580 roku. Po I wojnie światowej wybudowano obecny kościół i poświęcono w 1923.